# BLAME!
『BLAME!』（ブラム!）は、弐瓶勉による日本のSFアクション漫画作品。月刊アフタヌーン（講談社）にて1997年3月号から2003年9月号まで連載された。話数カウントは「LOG-○」または「LOG.○」。

## 概要
弐瓶勉による初の長編連載作品であり、『月刊アフタヌーン』1995年10月号に掲載された短編作品『BLAME』（ブラム、「!」が付いていない）を元に、同誌1997年3月号から2003年9月号まで連載された
弐瓶いわく、一番こだわったものは建物であり、全体像がわからないほどの巨大建築物を中心に据え、誰が見ても初めての作品を作ろうとしたという。スケール感を出すために人物を小さく描き、ある意味、『BLAME!』の主人公は建物かもしれないと述べている。また、情報は最小限にとどめ、後は読者に想像してもらう方がリアルだとしている。当作品の話は、大きな世界の片隅で起こった小さなエピソードであり、あの世界では日常的に起こっている事件の一つだという。
2017年現在までに、様々なメディア展開がなされている。

## 世界観
遥か超未来、都市は複雑高度に階層化され、都市環境は堅牢な『超構造体』に内蔵された『システム』により支えられていた。コンピュータ・ネットワークは極限まで発達し、『統治局』により管理された一大ネットワーク社会『ネットスフィア』は、実社会と同じか、それ以上へと拡大し、ネットワークへの正規アクセスを可能にする『ネット端末遺伝子』の保有そのものが市民権と同義となる。人類の生存圏はネットワーク・スペースへと置き換わり、仮想空間の事象を現実世界へ反映させるなど、理想の世界を構築した。
しかし、『災厄』によりネットスフィアは機能不全に陥り、『珪素生物』による感染症の蔓延により人々からネット端末遺伝子が失われたことで、ネットワーク社会は崩壊する。制御が失われた『建設者』により際限なく拡張され続ける都市構造物は、やがてその惑星系すら内部に取り込み、不安定な連結がネットのカオスを加速させる。ネットスフィアの防御機構である『セーフガード』は、管理規定にのっとりアクセス権のない人類を不法居住者として排斥し続け、珪素生物はネットの機能回復を阻止すべく人類を襲撃する。人々は繁栄の記憶を忘れ、全てが壊れた世界の片隅で短い生を生きる。人類の黄昏の世界が舞台である。
主人公の『霧亥（キリイ）』は、正常な『ネット端末遺伝子』を持つ人類を探すべく、ネットスフィアの機能不全を維持しようとする珪素生物の襲撃を退けながら巨大な階層都市を探索し続ける。

## 登場人物

### 主要人物
霧亥（キリイ - Killy）
本作の主人公。感染前のネット端末遺伝子を求めて探索を続ける人物。成人男性の容姿を持ち、自覚的には人間であり成長した記憶もあるが、入出力インターフェイスを身体に持つなど高度にサイボーグ化されており、人間を遥かに凌駕する身体能力や戦闘力を持つ。ほぼ確実に不老不死であり、不死身。寡黙で無表情ではあるが、不屈の精神力を持ち、身を呈して人を助ける様も見せる。
1000年以上は生きているとされるが、その自覚というか「記憶」はなく、物語序盤では網膜表示情報の理解といった「機能」も失われていた。序盤では、敵を挑発する、感情を昂らせて銃を乱射し息を弾ませる、危機的状況で焦燥感を見せるといった常人に通じる描写も多いが、サナカンとの戦闘時に針状の射出物でナノマシンを打ち込まれ、機能の「修復」によって物事のスキャニングができるようになってからは、表情は更に乏しくなり口数も極端に少なくなる。また、同時期から容姿の変化も大きくなり、物語中盤以降の姿は、序盤よりかなり頭身が高くなり四肢も長くなっている。
統治局によれば正体はセーフガード以前の「システムの密使」であり、システム内に組み込まれている「安全装置」との関連があるという。セーフガードにも情報が引き継がれ登録されており、ネットスフィアが完全に機能していた時代には警察官のような仕事をしていたのだろうとされ、後に珪素生物となる犯罪者達をはじめ、ネットを悪用する者達と酷く対立していたという。そのため作中でも珪素生物には容赦がなく、敵対する者はもちろん、空間観測を行っていた交戦の意思を示さないものも躊躇なく射殺している。ネットスフィア崩壊前は脳の記憶容量の限度をカバーするために、何かしら記憶を残す手段を取っていたとされるが、作中ではそれが使えず、ゆえに記憶がないという。
この世界のシステムそのものと身体データ/エネルギーのやり取りが可能で、レベル9セーフガードユニットの攻撃により身体質量の40%を損失した際にも、長い期間をかけ自己修復し復活する。また、修復がスタートする前の作中の映像は霧亥が見た「夢」であり、人間から最初の「戦闘用改造」ないし、それ以後に「生まれ変わった」時の記憶だという。
珪素生物、セーフガードとの決戦を経て、レベル9が生成した「胚」を手にし、さらに遠大な旅の果てに、物語の終幕でネットスフィアを救う存在の守り手となる。
霧亥の銃「重力子放射線射出装置」はセーフガードの武器であるため、OS的にはネットスフィアに依存しており、通常は霧亥経由でエネルギーを得ているが、手元を離れた際には内蔵ストックのエネルギーにより射出される。また、エネルギー供給順位は相当に高いために、気にすることなく撃てるのだという。

シボ（Cibo）
序盤で霧亥と出会い、その後行動を共にする女性。元は「塊都」の企業「生電社」の主任科学者。かつて、ネット端末遺伝子の合成実験によりネットスフィアへの接続を試みるも失敗し、その責めを負って生電社の地下に腐敗するまで幽閉されていた。生電社の頭取と対立しており、霧亥に助けられて以降、行動を共にするようになる。
人格はデータ化されており、初登場時は半ばミイラ化し損壊した死体の姿で登場するが、作中で三回にわたって体を乗り換える（生電社のサイボーグ体→サナカンの構成体→「異なる世界線」から来たもう一人のシボのサイボーグ体）。生電社脱出時は長身痩躯でプラチナブロンドの髪を持つ女性サイボーグ体を使用し、体格の異なるサナカンの構成体に乗り換えてもその姿を模した。高い情報処理技術と知識を兼ね備えており、未知の体への理解も早く、霧亥を電子的にサポートする。科学者として強い知的好奇心を持つ一方、良心や優しさも持ち合わせており、危機に陥った人々を助けようと尽力したり、非人道的な装置を見て表情を歪める姿も見受けられる。
非公式階層にて、セウの遺伝子情報サンプルを用いてネットスフィアへの仮接続を試みるダフィネを止めるべくハッキングした際、自身にサンプルの遺伝子データをコピーしていたため、ダフィネが死に際に奪取した最上位セーフガードユニット（レベル9）のデータのダウンロード先となり、身体はレベル9の素材となって溶解、自我もほぼ消失してしまう。
レベル9にシボとサナカンの遺伝子情報を元にした「胚」が生成されていたことで、ネットスフィアを救う存在を産み出す鍵となる。

### セーフガード
サナカン（Sanakan）
女性型の上位セーフガード（レベル6）。黒髪の成人女性の姿をしているが、初登場時は一般セーフガードに近いスキンヘッド、2度目の登場時は少女の姿に偽装して霧亥達に接触した。右腕に腕一体型の重力子放射線射出装置を装備しており、強大な戦闘能力を誇る。左手には攻撃を無効化および受け流すことができるレンズ状のパーツが装着されており、重力子放射線射出装置の射線を逸らすこともできる。シボに体を乗っ取られてからも、シボの隙を突いて表出することがあった。
物語終盤、統治局の代理構成体としてレベル9（シボ）の探索及び護衛のために基底現実に派遣されることになる。そうなった経緯としては、上位セーフガードゆえにある程度の「個性」が付与されてはいたが、シボとの10年の共生により、通常の上位セーフガードとは異なる更なるパーソナリティを獲得したことで、セーフガードからはオーバースペックとしてお払い箱になる一方、シボのパーソナリティが残っているレベル9の探索には適しているということから、統治局に呼び出され、派遣される流れになったという。ゆえに、終盤におけるサナカンには当初とは異なる人間らしい「個性」が備わっていることが垣間見える。最後の戦いにてサナカンがセーフガード時と同じ戦闘体を取ったのは、機能的な理由だけでなく、本人的にもあれが本来のダウンロード体と思っているのかもしれないと言われている。

ドモチェフスキー（Dhomochevsky）
珪素生物の侵攻を受けた非公式階層において緊急システムにより生成された男性型の臨時セーフガード。臨時セーフガードの生成途中で珪素生物にハッキングされ止められてしまったため、霧亥達が来るまでイコと二人だけで250年以上も戦い続けていた。通常のセーフガードとは異なり、ネット端末遺伝子を持たない人間も保護対象となっている。通常弾に加えて追尾弾やレーザーなども射出できる拳銃を武器としている。
一人称は「俺」であり、荒っぽい口調で話す。口数も多く感情表現も豊かであるが、これはよく出来た「個性」プログラムを延々と長時間にわたり動かしていたために、人間らしくなってしまったのだという。長い生涯の中で、シボとプセル以外の女性(型)を見たことがないとされ、シボや珪素生物であるプセルに対して何らかの「感情」を見せる。
万年筆のキャップのような物を持ち歩いているが、これは霧亥が持っていた「本」と同じく、どこかから建設者が持ってきた物だろうとされる。

イコ（Iko）
ドモチェフスキーと同じく、珪素生物の侵攻を受けた非公式階層において緊急システムにより生成された臨時セーフガード。ダフィネ・ルらに造換塔を奪われたことによる電力不足からか実体を失い、映像的な頭部のみの浮遊体として活動する。実体がなく基底現実への物理的な干渉ができないため、主に電子的なサポートを担当する。十分な電力があれば実体になれるとされるが、もしかしたら実体だった時の基本データも既に失われ、データとしてしか存在できないのかもしれないという。
ドモチェフスキーと同じく、よく出来た「個性」プログラムを延々と長い時間動かしていたために非常に人間らしくなっているが、ドモチェフスキーとは反対に規律を重んじ、正しい情報開示に努めようとする。
一人称は「僕」で、生成時の姿は短髪の少年。コメディとしてのスピンアウト作品『ブラム学園!』ではその姿で登場し、「女子着衣分解光発生装置」の攻撃を受けて全裸となり、実は女性だったというギャグに使われた。

### 珪素生物
ジェニタリアス
下層階層でメタジィーニと共に霧亥を襲った男性型の珪素生物。作中では名称不明であったが、『ブラム学園!』で明らかになる。右腕は銃になっている。
メタジィーニ
下層階層でジェニタリアスと共に霧亥を襲った女性型の珪素生物。作中では名称不明であったが、『ブラム学園!』で明らかになる。
イヴィ（IVY）
メイヴと共に行動している男性型の珪素生物。東亜重工に侵入し、住民の抹殺を目論む。珪素生物には珍しく銃火器、射出型の武器を持たず、大剣のような武器による近接戦闘を行う。
得物は大剣のような形状だが、厚い刀身は内側にさらに数枚の刀身を折り畳んでおり、隠れた刀身を伸展させることで敵の不意を打つ。刀身が厚いため切断能力はほぼない模様。
メイヴとの間には43人の子供がいるという。
メイヴ（MAEVE）
イヴィと共に行動している女性型の珪素生物。東亜重工に侵入し、住民の抹殺を目論む。両手それ自体が武器になっている（左手：杭を射出、右手：黒い帯状のものを3つ発射）。後に後述の「新型」の体に乗り換える。イヴィとの間には43人の子供がおり、三男は研究員になる夢を持っていたが、反対して脳を串刺しにしたという。
新型（シボによる呼称、正式名称不明）
世界線の異なる東亜重工の空洞内で霧亥たちを襲った珪素生物と思しき個体。脳の構造や言語基体は珪素生物のものと同じであると語られるが、体格が大きく（3倍から5倍）、元素変換による再生機能を持つなど、通常の珪素生物とは異なる点がある。巨大な爆発を発生させる能力を持つ。元の世界線では瀕死の所をイヴィらに発掘され、下半身を失ったメイヴの移植先となる。
爆発を起こす際は、後頭部から背の上部にかけての隆起部から、シリンダーのような多数の円筒突起物が飛び出す。
ダフィネ・ル・リンベガ（Davine lu linvega）
プセルらを率いる珪素生物のリーダー格。塔のような長身で直立する異形の姿を持つ。頭部は頭蓋骨そのもののような形状で、眼球や皮膚などの表情を構成する要素はない。音声で言葉を発することもないが、高い知能と情報処理能力を有し、非公式階層に侵入して「集積蔵」と「造換塔」というセーフガードの戦力生成施設を掌握する。
ネットスフィアに強い関心を持ち、セウの遺伝子情報を用いてネットスフィアへの仮接続の登録申請を行う。仮接続が成功する寸前にドモチェフスキーに本体を破壊されて死亡するが、このとき最上位セーフガードユニット「レベル9」のデータを盗み出し、結果的にネットスフィアを救う存在を産み出す人物の一人となる。なお、ダフィネ・ル本体が死亡後にネットスフィア上のアバターが一度倒れ、再度立ち上がった際には同じくセウの遺伝子情報を用いて仮接続を行なっていたシボの人格に切り替わっている。統治局の人型インターフェースによる「とても残念だ」との言葉は、ダフィネ・ルが盗み出したレベル９を継承したシボの人格が消失、または変質を免れないことへの遺憾と捉えられる。
死に際にレベル9を奪取したことからも、ネットスフィア及び統治局へのアクセスの目的は、このレベル9の奪取が目的ではないかとされるが、純粋な戦闘力として欲していたのか、対セーフガード用の研究材料としてなのか、珪素生物内のヒエラルキーの強化のためなのかまでは不明である。
外見から感情はうかがえないが、仮接続時にはローブを来た人間の青年の姿(セウの遺伝子データを用いてログインしたためセウの姿で再現されている？)で統治局の人型インターフェイスと会話し、笑みなどの表情も見せている。なお、『ブラム学園!』では（珪素生物の姿で）女生徒として描かれている。
プセル（Pcell）
ダフィネ・ルの仲間の女性型の珪素生物。ほぼ人間に等しい外見を持ち、巨大化または矮小化した身体部位を持つ者、機械装置や武装を体に組み込んだ者といった異形が多い珪素生物においては異例の存在。
広範囲を察知する感覚器官を備え、登場時はスチフやブロンを安全圏からサポートしていたが、彼らが倒れてからはドモチェフスキー、霧亥らとたびたび交戦する。華奢な外見に似合わずスチフ、ブロンを凌駕する戦闘能力を持ち、片手剣のような武器から遠距離の建造物を崩壊させる威力の斬撃を繰り出す。この武器は一瞬だけなら重力子放射線射出装置の射線を逸らすこともできる。また、「複散分子動体」という自身を粒子状に分解・飛翔する能力で攻撃の無効化も可能だが、粒子状態からの再構成時には大きく消耗している描写がある。
ドモチェフスキーには、彼が攻撃を躊躇する何らかの感情を持たれており、自身を撃てないドモチェフスキーを嘲笑うかのような表情も見せている。
スチフ（Schiff）
ダフィネ・ルの仲間の全身フルサイボーグ化された男性型の珪素生物。ドモチェフスキーの持つ銃の弾丸とほぼ同じ速度で移動し、霧亥の銃撃をほぼ零距離から回避するなど、他の珪素生物とは桁違いの俊敏さを有する。両腕に仕込んだブレードでの近接戦闘を得意とするが、仕込んだブレードを射出して離れた間合いからの攻撃も可能。
B級SF映画が好きで、172歳で念願の全身機械化権を取得するが、維持費に莫大な費用がかかるため、ダフィネ・ルの誘いに乗ったという。
ブロン（Blon）
ダフィネ・ルの仲間の男性型の珪素生物。二腕二脚の人型の巨躯を持つが、変形能力も持つ。初登場時は装甲に覆われた百足のような形態で霧亥らを急襲し、再登場時は四足獣に近い多腕二脚の体で現れた。左手は銃になっており、ドモチェフスキーのものと同程度の口径の弾丸を連射する。

### 電基漁師
おやじさん
道中で霧亥達をセーフガードから救った電基漁師の男性。シボにより東亜重工内に入れることが可能になったため、移住することを決意する。サナカン表出時に、元素変換の渦に巻き込まれて右腕を失ってしまう。
捨造（すてぞう）
道中で霧亥達をセーフガードから救った電基漁師の若い男性。
づる
電基漁師の女性。昔の慣習に倣い、死んでしまった人の遺体から細胞を回収して再生のための保存パックのようなものを作っている。これはクローン用のデータ保存ではあるが、本質はアナログ→デジタル変換の過程で生じる量子化ノイズによる人間性の変質の対策のための「アナログ」データ保存のためのものだと言われている。シボも一度はづるの前で亡くなったため、シボ用の保存パックも作られており、東亜重工編の最後では、シボはそれを用いて肉体を取り戻したのだろうとされる。

### 東亜重工
メンサーブ
東亜重工第8空洞の艦載（管理）AI。女性のトルソの様な体を持ち、腕は必要に応じて生成する。セウを従え、第8空洞の住民を救うべく、イヴィら珪素生物の侵攻から守っている。
最初期に狂ったAIで、特定個人に過ぎないはずのセウを「最優先」に考えている。狂い始めたAIの中でもより重症だったため、実質的に他のAIから接触を禁じられている（除名されている）。イヴィ、メイヴとの戦闘でセウが負傷し、「転送」を使用して撤退するが、その際に巻き込まれた霧亥らは狂ったシステムの影響で別の特異点のような場所に転送された。
データ化されて保存されている住民を救うべく奔走し、後に霧亥たちにセウの遺伝子情報を提供する。
セウ
メンサーブの護衛を担う成人男性。甲冑に身を包み、長剣を振るって戦う。その姿の通り騎士をモチーフとしており、初登場回のタイトルは「電基騎士」となっている。また、手にした長剣の刀身にも「電基騎士」と読める刻印がある。
メンサーブに忠実に従い、東亜重工に侵入した珪素生物の排除を試みる。度重なる負傷の治療の副作用によって片言で話す程度にまで知性が退行してしまうが、中央AIの崩壊と共に正気に戻る。
メンサーブに保護されていたため、彼の遺伝子はネットスフィアへの仮接続申請の資格を満たす状態で保存されており、後にダフィネに使用された。
中央AI
東亜重工の艦載（管理）AI達による集合体。本来は13区画毎に艦載(管理)AIが存在したが、度重なる事故により次第に異常に陥り始め、幾つかは珪素生物により破壊されたため、複数の協議回路により発狂を防ぐべく、最後に残ったAI達が集合して中央AIとなっている。
統治局との「協定」を破棄して東亜重工そのものの移動を考えているが、重力炉の異常により「転送」ができないため、重力炉を正常化すべく、一度ないし何度か禁断の「世界線変移」を起こしている。そのため複数の世界線が絡み合い、「時空」が重複してしまっている。しかし、東亜重工内の人間を基にした世界線の蓋然性データでは、どれも現状打破の世界線には通じておらず、そこに霧亥とシボがやってくるという何百年来の変化が生じたことで、シボの世界線をいじることになる。

### その他
犬を連れた女性（正式名称不明）
LOG.2で登場する謎の女性。霧亥から生体サンプルを回収し、指示する立場にあるように見受けられる。体はサイボーグ化されている。
正体は霧亥と同じく「システム」に関連した人物だとされ、霧亥が人間から改造され「生まれ変わった」時に、サポートした存在だろうとされる。
モリ
霧亥が終盤で拾う緊急保存パック。男性らしき何者かの人格が保存されており、言葉を話す。一度はピンを伸ばして霧亥の体を乗っ取ろうと試み、テープのようなもので可動部を密閉されてしまう。
何人もの記録が上書きされていたが、後に統治局からかろうじて残っていた最初の正規の所有者である少女の記録が回収され、ネットワーク上のとある領域で再現される。作中ではモリはメーカー名だと語られるが、本当にメーカー名なのか、それとも最初の少女の名前だったのかは不明。

## 用語
基底現実
高度に構築されたネット上の仮想空間と対比し、現実世界はこのように呼ばれている。作中では都市空間そのものを指している。電子ネットワークが常時完璧に配備された完全ユビキタス・ワールドであったが、ネットの崩壊によりカオスと化している。都市は複雑高度に階層化されており、超構造体により区切られた形で無数に連結した構造になっている。少なくとも木星軌道面までは階層都市化されており、太陽系レベルの大きさを誇る。その果てしない成長がネットワークに障害をもたらし、世界を混乱させている。
都市空間はどこも重力が一定かつ一気圧の呼吸可能な大気で満たされ、ナノマシンにより有害な細菌やウイルスは発生と同時に瞬時に消滅させられるため無菌状態となっている。太陽を炉にした核融合発電も利用しているが、都市に動力を伝達する事情を考えると、実際に使用されるエネルギーのほとんどは後述する「重力炉」に依存しているとされ、形状としてはダイソン・スフィアのような球状ではなく、層を成した厚いドーナツ状だろうとされる。

超構造体（Mega Structure）
都市の階層間を隔てている巨大な構造物。内部には階層世界の環境を維持する「システム」があり、ネットスフィアのハードウェアがフィラメント状に内蔵されている。ただし、実体としては量子レベルの記憶媒体の内部の「空白」のメモリ空間に、N次元に折り畳まれた「仮想」コンピュータが組み込まれているだけであり、ハードウェア的にはおそらく存在しないとされる。そして、そのチップのほぼ無限個の「並列処理」により、無限に近い処理速度・記憶容量を可能にしているが、データの大半を占める多くの人間の記憶・記録といったジャンク情報がネットワークの巨大な「負荷」となっており、能力的には限界のある状態だという。なお、物理的なチップの重積問題は重力制御によりクリアされている。
非常に堅牢な構造を持ち、重力子放射線射出装置以外では貫通不可能であった。ネットスフィアに直結しており、近づくほどに電磁波の強度は上がり、セーフガードが活性化する。

ネットスフィア
実社会と同じか、それ以上に拡大してしまったネットワーク社会、並びにそのネットワーク上の仮想空間を指す。もはやネットなしでは生活が成り立たないレベルにまで来た人類が、ネット上に一定の環境を保持すべく、完璧なOSを持った「世界」として成立させたのだろうとされる。都市の主要構造体にそのハードウェアが内蔵されており、仮想空間の事象を基底現実へと反映させることができる。「端末遺伝子」が利用パスになっているが、作中では人類は端末遺伝子を失っているため、正規にアクセスしてくる人間は一人もいない。ネットスフィアの機能とは独立してセーフガードが取り締まりを行っている。
統治局
ネットスフィアの支配レベルであり、「OS」に該当する存在。「人間」と「世界」に対し管理責任を負っている。ただし、端末遺伝子を持つ者の命令がなければ基底現実への介入が出来ないため、作中では状況をコントロール出来ていない。代理構成体を派遣し、霧亥への接触や、一部領域（東亜重工がいる階層）では、端末遺伝子を持たない人類をセーフガードから防衛している。あくまでネットスフィアのOSであり、それ以外のネットワーク空間＝『BLAME!』世界全てまで管理している（出来ている）わけではなく、その基盤には別に「システム」が存在する。
当初はAI/個性を持っていた可能性もあるとされるが、論理矛盾を呈する社会を管理する上で、同じく論理矛盾に陥ることを避けるため、AI/個性抜きの管理のみが完璧にできる「完全論理」の機械的・機能的な単なるOSとなっている。ただし、人間相手のためのインターフェイスとしての「個性」が、統治局の「窓口係」として実体もなく存在しており、基底現実へ代理構成体がダウンロードされる際は、ユーザーフレンドリーとしてその存在の「個性」がコピーされ付与されている。コピー元となる存在は、意図せずとも長い期間に個性を積み重ねてしまい、LOG.60において、サナカンがネットスフィアで話していた相手は、そんな存在なのかもしれないという。
下層階層ではセーフガードなどと混同されているが、統治局のシンボルは三本の縦棒の左右に横棒が交わった「+|+」と表記される。

ネット端末遺伝子
ネットスフィアに正規にアクセスするのに必要な遺伝子。ネットへの接続機能を遺伝子として発現させたものであると思われる。これを持つ者は機械的デバイスを一切使わずにネットスフィアに接続することができる。かなり昔に「感染」されて変異しており、現状ではほぼ全ての人間がこれを持たない。
ネットスフィア並びにセーフガードの成立前後、経済活動や情報のやり取りをはじめ、犯罪の大半もネット上で行われるようになっており、多種多様なネット犯罪者がいたという。そこでまずは対犯罪者（捜査官）の身の安全を図るための「登録」が行われ、後にそれはセーフガードにも引き継がれることになる。そして、いつしか一般人も基底現実だけではなくネット上に住むという時期を迎えるようになり、もはやその時代では「政府」はあっても「国境」は意味がなく、そこで同じく安全を図る選別法として、ネット端末遺伝子の概念が出来たのだろうとされる。
統治局によれば、正常なネット端末遺伝子が入手できれば、都市を覆うカオス状態を変えることができる。セウの遺伝子にはそれがあったと信じられている。

システム
階層世界の環境を維持する機能があり、超構造体に内蔵されている。コンピュータ・ネットワークありきで成立している『BLAME!』の世界において、いわゆる「BIOS」に該当する。作中の世界は重力から大気まで生存に必要な要素も完全にネットに依存しており、自然な物は一切なく、基本的な電力供給はシステムにより行われている。ゆえに、統治局が機能していない領域でも、基底現実をはじめネットワーク上のデータ領域も、機能は万全でなくとも作動し続けている。
また、システムの根幹（入れ換えや絶対にデリートできない部分）には「安全装置」なるものが組み込まれており、これは統治局が出来るより遥か昔、人類の生存圏がまるごとネットワーク・スペースに置き換わらんとした時に、当時の人類が機械知性（AI）vs.有機知性（人類）という事態を想定・危惧し、もしもの時にはこれが目覚めて止めるようにと組み込んだものである。しかし、実際には機械知性が人類を殺す以前に、そもそも入力する信号を発する人類が消えてしまうという更に複雑な事態が起こった事で、システムはある時点で何かをしたという。霧亥はこの「安全装置」と関連があり、Log.2で登場した犬を連れた女性も、このシステムの一部かもしれないとされている。
非公式階層をはじめ、システムの時間異常が起こっており、実はこれこそがそもそもの世界の混乱と異変の鍵・主要因だとされる。

建設者
都市を構築し造り変える存在。一種の機械であり、通常は個性や意識は持ち得ていない。作中では無作為に都市を増築し続けるだけの存在となっており、この建設者の暴走による都市の肥大化が不安定な連結を生み、ネットスフィアの構成に障害をもたらし混乱を加速させる原因だと言われている。
かつては統治局にコントロールされた形で建設者による都市の拡大が進められていたが、ある時、拡張された超構造体内部で起きた当時の科学認識を超えるシステムの「時間異常」により、システム間の時計が狂ってしまったことで、命令や干渉ができなくなってしまった。混乱は長い時間の中で起こったため、統治局が事態を認識した時には収拾不可能になっており、ストップをかけることも不可能になっていたという。
止めるためにはネット端末遺伝子の発見が不可欠となる。

セーフガード
正規の端末遺伝子を持たない者が、ネットスフィアに接続しようとすると自動的に発動する存在。また、ネットスフィアに接続せずとも、端末遺伝子を持たない人間を不法居住者として排除している。統治局からその機能は完全に独立しており干渉を受けることは無い。いわゆるアンチウイルス的な存在である。
人工知能/AIであり、その体は珪素基系で構成され高い強度を誇る。機動隊的に動く簡単なAIを載せた「駆除系」セーフガードの他に、不合理な行動に対応できるように、「個性」が付与された上級AIを持つ「上位」セーフガードが存在する。上位セーフガードは「論理矛盾」による機能停止を避けるため、基本的には一定時間以上は活動しないようになっており、また、「登録」がなされている一部の「潜入捜査官」とは闘争しないようにプログラムされている。通常の「駆除系」セーフガードはマネキン人形の手足や首が長くなったような見た目をしているが、上位セーフガードは人間に近い見た目をしていたり、より特異な姿形をしている。
元はネットスフィア及びネット入会者の安全を守るために組織され、方針の一環として非加入者の積極的な排除を行う団体であったことが『NOiSE』において明かされる。本来のセーフガードの敵とは、ネットを悪用する犯罪者、ネットに巣食う悪人、ネット難民、珪素生物？、狂ったAI？などである。『BLAME!』の時代ではほぼ全ての人類が端末遺伝子を失っているために、ほとんどの人類がセーフガードの排除対象となってしまっている。下層階層では統治局と混同されることもあるが、セーフガードのシンボルは縦棒の左右に横棒を配した「-|-」と表記される。
レベル9
最上位セーフガードユニット。ネットスフィアへの仮接続を試みていたダフィネ・ルが死に際に奪取し、共にアクセスしていたシボの身体を基に不正作出されることになる。『BLAME!』世界において、霧亥の重力子放射線射出装置以上の「最終兵器」であり、別世界との転送面を出現させる兵器だという。作中では仮定として「太陽表面」あたりを出現させたのでは？とされているが、どうやらコントロールはできていない。
後にシボの意志が反映したためか（？）、その体内に統治局とのアクセス権を秘めた球体が出来上がる。球体には二人の女性（シボとサナカン？）の遺伝子から作られた「胚」が入っており、感染の恐れのない安全な場所で自動的に成長するようになっている。
代理構成体
統治局やセーフガードが、基底現実に干渉する際に用いる身体。主に造換塔を利用することで任意の場所に出現でき、その際に付近に存在する物質を元素変換して構成体を構築する。この現象を劇中では「ダウンロード」と表現している。統治局には本来「個性」はないはずだが、代理構成体にはユーザーフレンドリーとして「個性」らしきものが付与されている。

珪素生物
字義的に言えば珪素基系で構成された生物であるが、『BLAME!』での珪素生物とは、セーフガードから流出した技術と、ネットのカオスを利用して、人間とは異なる生物へと「殉教」したカルト教団の末裔のことを指す。珪素基系で再構成する改造技術そのものはセーフガードが開発したものであり、ゆえに珪素生物の言語基体はセーフガードのそれと酷似している。本来の容姿は人間とさほど変わらないが、多くはより戦闘、生存に適した形態にサイボーグ化されている。男女の別があり、胎児から育て知育することで、AIによる「論理矛盾」を避ける。
ネットがカオスであることが種の存続に必要不可欠であり、カオスを維持・拡大することが種の意思となっている。そのため、ネットスフィアの機能回復を阻止するべく、太古よりネット端末遺伝子を持つ人間を「感染」させ、排除してきた。霧亥やセーフガードとは敵対関係にあるが、統治局を完全に破壊してしまうとネットが完全にダウンし、自分達も生存できなくなってしまうため、統治局に対しては明確に敵対行為をとっているわけではないという。『NOiSE』では、この世界に彼らの種族が生まれた経緯について触れられている。

生電社
廃棄階層と呼ばれる統治局・セーフガード・珪素生物も無視している階層の都市・塊都の科学者集団であり、事実上、都市を統治し住民を支配していた。生体や電脳に関する研究を行っており、代表者は頭取と呼ばれ、乾人（からど）と呼ばれる中性種の原住民の臓器移植を含め、様々な業務を行う。労働者を搾取しているらしい。

塗布防電
シボが使ったセーフガードの侵入を一時的に防ぐことができる結界のようなもの。特定の電磁場を遮蔽する場のようで、後述の「防磁繭」と仕組みは同じだとされる（ソフトウェアの先頭に禁止フラグを立てる場？）。

防磁繭（ぼうじけん）
セーフガード及びその武器の使用が禁止されている東亜重工内にて、一時的にセーフガードの武器の使用を可能にするシボが作成した力場。シボは単純にソフトウェアの先頭に禁止フラグが立っているだけだと分かっていたために、そのチェッカーを外すことができるソフトウェア的な場を作ったとされる。

電基漁師
東亜重工の構造物の周囲にある重層居住区に住む人々の総称。とても小柄な人々ではあるが、セーフガードの外殻を貫通できる矢を放つ銃を装備している。しかし、銃も矢も造れる人はいなくなっており、貴重なものとなっている。
祖先は植民者（プランター）と呼ばれ、元々は東亜重工の中に住んでいたが、都市に出て戻ってきた際に入ることができなくなり、周囲に住み着くようになった。

予備電子界
ネットスフィアと基底現実の間に位置する電子空間。IP空間？誰でも入れるわけではなく、シボは生電社での経緯などから基本的にデータ化しやすい人であり、また、予備電子界で個性データ（データとしての人の意識）をロードできるアプリケーションをいつの間にか持っていた為だとされる。アプリを持っていた理由としては、霧亥の言語基体をコピーしたため、もしくは建設者とリンクしていたため、またはこれら二つの両方が理由だという。
加速された予備電子界の中では、基底現実に対して相対的に主観時間が遅延する。また、完全にデータのみの状態のため、長時間いるとノイズにより変質し、電子界にいた統治局のようにバラけた状態になってしまう恐れがある。

災厄
ネットワーク社会崩壊のきっかけとなった出来事。災厄以来、ネットスフィア全体の機能が正常に機能しなくなっている。『NOiSE』では災厄について描かれており、主に珪素生物の誕生秘話となっている。しかし、最初に発生したカオス（ネットや都市の暴走）は彼らによるものではなく、そもそもの混乱と異変の鍵・主要因は、システムの「時間異常」ではないかとされる。
かつては当然、統治局にコントロールされた形で建設者による都市の拡大が進められていたが、ある時、拡張された超構造体内部で、当時の科学認識を超える未知のシステムの時間異常が起こったことで、統一されていたシステム間の時計が狂ってしまい、命令や干渉ができなくなってしまった。混乱は長い時間の中で起こったため、統治局が事態を認識した時には収拾不可能になっており、止めることも不可能になっていた。

重力子放射線射出装置
「直撃すれば耐えられる物のない」武器。作中で代表的なものは霧亥の持つ拳銃型の一丁。引き金を引くと同時に長距離を直線的に消失させ、次の瞬間には消失した場所が大爆発するが、威力の調節如何では射出後の爆発は発生しない。プセルの計測によれば、通常状態の射出で直線状に70㎞ほどの穴が開いている。「重力子放射線射出装置」は厳密には装置の機能を表す名であり、本来の名は「第一種臨界不測兵器」である。
重力は極めて弱い力であるため、レーザーのようなものができても有効ではなく、どのような機能の兵器なのかは幾つかの仮説がある。第1仮説として、後述する重力炉と同じくダークマターを媒介にしている可能性があり、重力とダークマターとの相互作用を統御・利用し、一種の重力の「場」の放射により多量のダークマターの干渉を引き起こし、質量の爆発的増加によりあらゆる物を破壊する兵器、というものが第1仮説である。また、重力制御されている都市空間の場に、重力子の放射線を射出することで場の「臨界」点を崩壊させ、重力制御を破綻させることで、局所的な破壊をもたらす兵器、というものが第2仮説である。
セーフガードの武器であるためOS的にはネットスフィアに依存しており、通常は霧亥経由でエネルギーを得ているが、手元を離れた際には内蔵ストックのエネルギーにより射出される。また、霧亥の銃はエネルギー供給順位が相当上位にあり、いざとなったら都市の基本的動力すら利用できるため、エネルギーを気にすることなく気楽に撃てるという。使用者が耐え切れないほどの反動や爆破を伴う超長距離&極大出力を可能にする「禁圧解除」と呼ばれる非通常射出形態が存在する。重力子利用のため、干渉場の形成などにより瞬間的になら射線を逸らすことも可能だろうとされ、作中でも実際に威力如何では射線を逸らされることがある。
霧亥以外では、サナカンおよびLOG-12からLOG-20にかけて登場する超大型セーフガードがこれを装備している。サナカンはセーフガード形態では右腕がこれと一体化しており、統治局から派遣された人間形態では霧亥のものと同様の拳銃として携帯している。超大型セーフガードは口内に大口径の砲口を備えていた。

東亜重工
円筒状の構造物の呼称であるが、厳密には遥か過去に忘れ去られた大企業の名であり、作中の構造物は、東亜重工が何か未知の目的のために送り出した「移民・探索宇宙船」である。
構造物は「重力炉」を主動力源に持ち、推進力は重力の羽根を広げて「ダークマター」の抵抗を利用して帆船のように進む「重力セイバー」と、重力操作で「世界線」に穴を開けて「ワームホール」を作り出し、構造物自体をワープさせる「転送」の2つ。13の空洞区画から成り、本来は各々に艦載（管理）AIが存在していた。ネットスフィアと人間の接触が正常に行われていた時代のものであり、相当に古く、AIをOSのインターフェイスだけではなく、管理ソフトに組み込むと「論理矛盾」が起こってしまう事がまだ分かっていない時代のものである。
遠い過去、目的地に到達する遥か前（あるいは目的を果たした後）、船内の人間達の間に「軋轢」が起こり、出発点近くに戻ってしまう（軋轢の原因は未完成のワームホール・エンジン及び転送による予期せぬ結果なのかもしれないとされる）。戻った地点は階層都市の真ん中であり、人間同士の諍いに手が出せない艦載AIは、一緒に混乱状態に陥ってしまう。
その後、艦載AIと統治局は事後協議に入るが、前時代の「個性」が付与されている艦載AIと、AI/個性抜きの単なる機械的・機能的なOSとなっている「完全論理」の統治局との間では、話し合いは物別れになり、暫定的な「協定」が結ばれる。協定内容は『東亜重工は重力操作（世界線の穿孔）をしない』、『動かない事の代償として、統治局は東亜重工をネットスフィアから切り離す（治外法権とみなす）』、『東亜重工から自らの意志で出た人間を統治局はすすんで保護する』であり、締結後、電基漁師の一族は外に出る事を選び、残った人々は艦載AIと共に内部で暮らし続けていった。
しかし、過大出力の重力炉の暴走や珪素生物の侵攻など、複数の事故により艦載AIは更に動きが取れなくなり、また、複数の矛盾した命令による混乱から、艦載AIはひとつずつ異常に陥っていく。メンサーブは最初期に狂ったAIであり、幾つかのAIは珪素生物に破壊され、最後に残ったAI達は複数の協議回路により発狂を防ぐべく、集合して「中央AI」になった。中央AIは「協定」を破棄して移動を考えているが、重力炉の異常が続いては「転送」が不可能なため、正常化すべく実は既に何度か禁断の「世界線変移」を起こしてしまっている。そのため複数の世界線が絡み合い、「時空」が重複してしまっている。
本作終了後に開始された弐瓶勉の漫画作品『BIOMEGA』や『シドニアの騎士』にもスターシステム的に同様の名前の企業が登場している。

重力炉
重力とダークマターの相互作用を統御・利用し、重力の場で形成した「羽根車」を「ダークマター」の流れで回すことでエネルギーを得る装置。都市空間が存在している太陽系は、銀河系内を高速で移動しているため、ダークマターの風を常に受けている。ダークマターの工学処理が可能になった事が、この世界の成立要因である可能性が高く、階層世界のエネルギー供給のほとんどはこの重力炉によるものだろうとされる。東亜重工の構造物（移民・探索宇宙船）の主動力源も重力炉であり、重力炉にはニュートラリーノを示す記号が描かれている。
重力炉は「時空的」に安定した場所が必要であるが、建設者による無作為な都市化の影響で東亜重工の周囲の「場」は崩壊しており、安定が失われている。東亜重工は場の安定を保つために動力炉を極限まで稼働し、無理に場を維持していたが、すでに「時空」が重複し、もはや連続体を維持するのも困難になっている。
重力炉の本体は重力子で出来た羽根車なため、重力子放射線射出装置だけは干渉することができ、「炉」の正常化には一度停止させ、重複していた時空を戻し、「再起動」させる必要がある。

非公式階層
通常、増設された超構造体は自動的に統治局に検出され追加のハードウェアとして機能するが、何らかの原因により検出されず初期状態のまま放置されてしまった階層。補完措置として、集積蔵内の接続機を用いたネットスフィアへの仮接続が許可されており、修復が可能になっている。仮接続のためある程度正常な遺伝子なら審査は通るようになっている。
実は、超構造体の物理特性の異変によりシステムの時間異常が起こっており、霧亥達に提示された超構造体を抜けるまでの距離6780km・所要時間800時間という数値は異常過多な数値であり、実際にはそこまでの厚さもなく時間もかかっていなく、霧亥達も異常な数値だろうということで気にしていなかったという。

造換塔（ぞうかんとう）
ソフトウェア起動のためのエネルギー供給路、または予備電源。世界の環境を維持するための基本的なエネルギー供給は、超構造体内部のシステムにより行われているが、それとは別経路となる。統治局やセーフガードの他に、非公式階層偏では珪素生物がこれをハッキングして利用している。

## 関連作品

### BLAME
1995年夏の四季賞で審査員特別賞を受賞した作品で、弐瓶勉による『BLAME!』の前身となる短編漫画作品。基本的な作品の骨格は『BLAME!』と同じであり、この作品では珪素生物の元祖と思われる生体へのジャックインが描かれている。霧亥が警視庁捜査1課の刑事として登場し、所有している銃の形状は『BLAME!』の物と異なるが、その能力は類似している。単行本『NOiSE』に収録されている。

### NOiSE
『アフタヌーンシーズン増刊』にて第2号から第7号まで掲載された弐瓶勉による漫画作品。『BLAME!』の数千年前という設定になっており、2つの作品世界は完全に繋がっている。本作では『BLAME!』の世界を変容させてしまった「厄災」の発端が描かれる。

### ブラム学園! シリーズ
弐瓶勉本人による『BLAME!』のキャラクターたちを登場させた、外伝となるギャグ調のセルフパロディ短編漫画作品。月刊アフタヌーンにおいて2004年5月号より不定期掲載されている。「学校は戦場だ。」のキャッチフレーズの元、果てしなく続く階層校舎を舞台に、制服を着た霧亥やシボ、セーフガードや珪素生物たちの学園生活が描かれる。霧亥らの男性キャラクターが、女性キャラクターのパンツ・全裸を目撃し、大小様々な攻撃を受けるというパターンが続いている。単行本『ブラム学園! アンドソーオン 弐瓶勉作品集』にオールカラーで収録されている。
ブラム学園!
2004年5月号に掲載。霧亥らキャラクター達の学校生活のひとコマが描かれる。16頁。
ブラム学園! 〜京都奈良相合い傘〜
2007年10月号に掲載。都市構造体内に存在する古都に霧亥らは修学旅行で訪れる。8頁。
ブラム学園! 〜桜咲く塔の下で〜
2008年5月号に掲載。同4月号では『（萌）ブラム学園』と予告された。今までの弐瓶勉の画風とは打って変わった、「萌」を追求したキャラクター造形が描かれる。15頁。

### ネットスフィアエンジニア
2004年12月16日発売の別冊モーニング第四号に掲載された、弐瓶勉による44頁（内カラー4頁）の短編漫画作品。「ついに今『BLAME!』の続編が始まる!!」と銘打たれた。最終ページには「ネットスフィアエンジニア第1話／おわり」とあるが、それ以降続編は発表されていない。雑誌掲載時は『NSE - NetSphere Engineer -』とも表記されていたが、単行本『ブラム学園! アンドソーオン 弐瓶勉作品集』収録時には『ネットスフィアエンジニア』だけの表記となり、またオールカラー仕様になっている。
ストーリー
霧亥の働きにより統治局とセーフガードがその活動を停止してから千年後、超構造体に区切られた階層の一つでは文明が発展しかけていた。そんな階層の集落の一つに駆除系が現れ、生きた造換塔が発見される。駆除系発見の報を聴きやってきたという男が言う、「俺は解体屋だ」。

### BLAME!2第八系子体プセルの都市構造体脱出記
BLAME!の正式な続編としてMANDALA 2008 Vol.02に掲載された、弐瓶勉によるオールカラー16頁の短編漫画作品。単行本『ブラム学園! アンドソーオン 弐瓶勉作品集』に収録されている。
ストーリー
珪素生物において霧亥が災厄として伝説となっている時代。第七十四系分岐氏族の末裔であるプセルは、災厄〈霧亥〉の痕跡を辿って都市構造体の〈果て〉を求めて旅をしていた。

### BLAME! THE ANTHOLOGY
2017年公開の劇場アニメ版「BLAME!」に伴い発売された、5人のSF作家（九岡望、小川一水、野﨑まど、酉島伝法、飛浩隆）による『BLAME!』の世界観をもとにしたスピンオフのアンソロジー小説。監修・イラストは弐瓶勉が務める。
収録作品
- 九岡望 - 「はぐれ者のブルー」
- 小川一水 - 「破綻円盤 ―Disc Crash―」
- 野﨑まど - 「乱暴な安全装置 -涙の接続者支援箱-」
- 酉島伝法 - 「堕天の塔」
- 飛浩隆 - 「射線」

### 小説BLAME! 大地の記憶
2017年公開の劇場アニメ版「BLAME!」に伴い発売された、冲方丁による『BLAME!』の長編小説。監修・イラストは弐瓶勉が務める。内容としては原作漫画の2巻までをノベライズしたものとなっているが、ところどころにオリジナルエピソードが挟まれ、原作を補完したものともなっている。

## 書誌情報

### 原作単行本
- 弐瓶勉『BLAME!』 講談社〈アフタヌーンKC〉 全10巻  
  1. 1998年6月23日第1刷発行 ISBN 978-4-06-314182-5
  2. 1998年12月18日第1刷発行 ISBN 978-4-06-314194-8
  3. 1999年8月23日第1刷発行 ISBN 978-4-06-314218-1
  4. 2000年3月23日第1刷発行 ISBN 978-4-06-314235-8
  5. 2000年9月22日第1刷発行 ISBN 978-4-06-314251-8
  6. 2001年3月23日第1刷発行 ISBN 978-4-06-314263-1
  7. 2001年10月23日第1刷発行 ISBN 978-4-06-314277-8
    - 限定電装版：2001年10月23日第1刷発行 ISBN 978-4-06-336342-5

  8. 2002年4月23日第1刷発行 ISBN 978-4-06-314289-1
  9. 2002年12月20日第1刷発行 ISBN 978-4-06-314310-2
  10. 2003年9月22日第1刷発行 ISBN 978-4-06-314328-7
- 弐瓶勉『新装版 BLAME!』 講談社〈KCデラックス アフタヌーン〉 全6巻
  1. 2015年4月23日第1刷発行 ISBN 978-4-06-377201-2
  2. 2015年4月23日第1刷発行 ISBN 978-4-06-377202-9
  3. 2015年5月22日第1刷発行 ISBN 978-4-06-377203-6
  4. 2015年5月22日第1刷発行 ISBN 978-4-06-377204-3
  5. 2015年6月23日第1刷発行 ISBN 978-4-06-377210-4
  6. 2015年6月23日第1刷発行 ISBN 978-4-06-377211-1

### 関連書籍
- 弐瓶勉『弐瓶勉画集 BLAME! and so on』 講談社
  - 2003年10月23日第1刷発行 ISBN 978-4-06-364528-6
- 弐瓶勉『ブラム学園! アンドソーオン 弐瓶勉作品集』 講談社〈アフタヌーンKC〉
  - 2008年9月19日第1刷発行 ISBN 978-4-06-314531-1
- 原作・イラスト:弐瓶勉　アンソロジー 『BLAME! THE ANTHOLOGY』 ハヤカワ文庫JA
  - 2017年5月15日第1刷発行 ISBN 978-4-15-031275-6
- 原作・イラスト:弐瓶勉　著:冲方丁 『小説BLAME! 大地の記憶』 講談社
  - 2017年5月26日第1刷発行 ISBN 978-4-06-365024-2

## アニメ版
これまで何度か短編アニメ化されている。いずれもゆくゆくは劇場アニメ化を想定してのパイロット版的側面があったが、実現していなかった。
2015年、正式な劇場アニメ化が決定（それに至る経緯は後述の「#BLAME! 端末遺構都市」を参照）。2017年5月に公開された。

### BLAME! Ver.0.11
元は劇場アニメ化に先駆け、同一のスタッフ制作でWEB配信という形で公開された。しかし、映画化の話は立ち消えになった。WEB配信された物はDVDリリース（2003年発売）がされている。

#### キャスト（0.11）
- シボ：相沢あすか
- クローン、珪素、統治局：新川龍典

#### スタッフ（0.11）
- 原作 - 弐瓶勉
- 監督 - 井之川慎太郎
- 脚本 - 関島眞頼（劇場アニメ版のスタッフとして公開されていたが、WEBアニメ版ではクレジットされていない）
- キャラクターデザイン - 渡辺明夫（1話・2話）、長野伸明（3話 - 6話）
- ビジュアルディレクター：鉄羅紀明
- 色彩設計：斎藤裕子
- デジタル撮影ディレクター（1話・2話） → 撮影監督（3話 - 6話） - 松山正彦
- アビッド編集 - 岡祐司
- 音楽 - 小野川浩幸（1話・2話、4話 - 6話）、KIYOSHI（BORN'S）（3話）
- 音楽プロデューサー - 大川正義
- 音響 - 森本信
- アニメーション制作デスク - 大西力
- エクゼティブ・プロデューサー - 牧野純
- プロデューサー - 中村和樹
- アニメーションプロデューサー - 川人憲治郎
- アニメーション制作 - グループ・タック
- 製作 - e-RECORDS

### プロローグ・オブ・BLAME!
3DCGショートムービーを収録したDVDが発売しており、長編映画の制作も予定していた。監督は渡辺誠之。制作はProduction I.G・ジーニーズアニメーションスタジオ。外苑前オフィス（2008年8月設立）で制作が予定されていた。

### BLAME! 端末遺構都市
弐瓶の別作『シドニアの騎士』のテレビアニメ第2期『シドニアの騎士 第九惑星戦役』第8話「再会」において、『BLAME! 端末遺構都市』と題したショートアニメ（約40秒）が作中の劇中映画という形で放送された（放送時間については、シドニアの騎士#放送局を参照）。本編は『シドニア』同様、3DCGで描画されている。本編と同じスタッフが制作しており、霧亥役の櫻井孝宏も『シドニアの騎士』に出演している。
『シドニアの騎士 第九惑星戦役 四 』ブルーレイにて、ロングバージョンの97秒バージョンが『別冊アニメ設定資料集「端末遺構都市動画設計仕様分析記録」』と共に同梱された。この設定資料集からは、後に発売された『劇場版『BLAME!』 弐瓶勉描きおろし設定資料集』への転載もみられ、劇場版の基礎となっている。
この97秒バージョンからエンドクレジットを省略したバージョン(87秒)が2017年5月18日に公式サイトで告知され、【劇場アニメ『BLAME!』5/20公開記念】「BLAME! 端末遺構都市」 TV未公開ver. The Ancient Terminal City long PVとしてYouTubeに公開された。

#### キャスト（端末遺構都市）
- 霧亥 - 櫻井孝宏

#### スタッフ（端末遺構都市）
- 原作 - 弐瓶勉（講談社『アフタヌーン』所蔵）
- 監督 / 脚本 - 瀬下寛之
- エグゼクティブプロデューサー - 中西豪、松下卓也、守屋秀樹
- プロデューサー - 山崎慶彦、斎藤秀幸、秋田穣
- 企画協力 - 宍倉立哉、鈴木直之
- キャラクターデザイナー - 中村郁美
- コンセプトアーティスト - 川田英治
- グラフィックデザイナー - 桑原竜也
- 造形監督 - 片塰満則
- CGスーパーバイザー - 多家正樹
- 色彩設計 - 野地弘納
- レイアウト / アニメーション - 元田康弘
- 音響監督 - 岩浪美和
- 音楽 - 高橋哲也
- 音楽制作 - スターチャイルドレコード
- アニメーション制作 - ポリゴン・ピクチュアズ
- 製作 - 東亜重工動画制作局

### BLAME!（2017年劇場アニメ版）
2015年11月、『シドニア』のアニメサイトほかにてアニメ化が発表。2017年5月20日にクロックワークスの配給により公開された 。劇場公開と同時に、日本初のNetflixオリジナル映画として全世界へ配信された。スタッフはおおむね『端末遺構都市』と同様、霧亥役も櫻井が続投となった。
『劇場版『BLAME!』 弐瓶勉描きおろし設定資料集』も発売され、関根光太郎によるコミカライズ版『BLAME! 電基漁師危険階層脱出作戦』が『月刊少年シリウス』2017年6月号から12月号まで連載された。
2018年(平成30年)第21回文化庁メディア芸術祭アニメーション部門の審査委員会推薦作品に選ばれた。
ストーリーは電基漁師が登場する話を原作者監修の元で再構成されており、原作とは若干展開やガジェット類が異なる。
日本アニメでDolby Atmosを初めて採用した作品である。

#### ストーリー
制御を失い、無秩序に、際限なく増殖する階層都市。その片隅で人間の村が滅びようとしていた。近隣の狩り場が枯渇し、食料を調達できなくなった村を救うため、電基漁師（でんきりょうし）の少女・づるは食料探しの旅に出るが、その道中で都市の保安システム・セーフガードに見つかり、駆除系の攻撃を受ける。都市は人間を駆除すべき不法居住者と認識している。づるの仲間は次々に殺され、彼女自身も駆除系に追跡される。絶体絶命と思われたそのとき、謎の男・霧亥が姿を現し、拳銃の形をした武器・重力子放射線射出装置で駆除系を一掃、づるを救う。霧亥は、都市の暴走を止めるネット端末遺伝子を持つ人間を求めて都市を探索しているという。霧亥に恩義を感じるづるは、彼を連れて村に帰還する。
づるを出迎えた電基漁師の青年・捨造は、霧亥を人間に化けたセーフガードではないかと疑う。しかしその疑念は霧亥が村の結界を越えたことで解消された。理由は分からないが、セーフガードは村の中には入れないらしい。村に迎え入れられた霧亥はネット端末遺伝子の保有者を捜索する。村人はネット端末遺伝子を持たず、存在さえ知らなかった。だが電基漁師の頭領・おやっさんは過去に村の地下の禁足地・腐れ祠で「ネット端末遺伝子」という言葉を聞いたと語り、霧亥はおやっさんの案内で腐れ祠に向かう。そして機械の残骸が散乱し、廃墟と化した腐れ祠で、霧亥は朽ちたサイボーグを見つける。そのサイボーグは塊都（かいと）の科学者・シボだった。
シボもネット端末遺伝子を持っていない。しかし彼女は、自分を自動工場に連れて行けばネット端末遺伝子を模倣する機械・偽装端末を造る、と霧亥に取引を持ちかける。彼女は遠い昔にこの場所で、偽装端末によるネットスフィアへの接続を試みた。その際には塗布防電発生装置でセーフガードの介入を封じたという。村の結界はシボが作ったものだった。前回は失敗したが今回は必ず成功させる。そう主張するシボを霧亥は無言で担ぎ上げ、自動工場に向けて歩き出す。

#### キャスト（2017）
- 霧亥 - 櫻井孝宏
- シボ - 花澤香菜
- づる - 雨宮天
- おやっさん - 山路和弘
- 捨造 - 宮野真守
- タエ - 洲崎綾
- フサタ - 島﨑信長
- アツジ - 梶裕貴
- 統治局 - 豊崎愛生
- サナカン - 早見沙織

#### スタッフ（2017）
- 原作・総監修 - 弐瓶勉（講談社『アフタヌーン』所載）
- 監督 - 瀬下寛之
- 副監督・CGスーパーバイザー - 吉平直弘
- 脚本 - 村井さだゆき
- キャラクターデザイナー - 森山佑樹
- ディレクター・オブ・フォトグラフィー - 片塰満則
- プロダクションデザイナー - 田中直哉
- アニメーションディレクター - 永園玲仁
- 美術監督 - 滝口比呂志
- 色彩設計 - 野地弘納
- 音響監督 - 岩浪美和
- 音楽 - 菅野祐悟
- 主題歌 - angela「Calling you」
- 音楽制作 - キングレコード
- アニメーション制作 - ポリゴン・ピクチュアズ
- 製作 - 東亜重工動画制作局

#### オリジナル・サウンドトラック
- 菅野祐悟『劇場版『BLAME!』オリジナルサウンドトラック』（ キングレコード、2017年5月17日発売、品番：KICA-2518～9）
  - 収録内容:DISC1（15曲収録）/DISC2（16曲収録） [全31曲収録]、初回製造分のみ「東亜重工音楽制作局」オリジナルステッカー封入

#### コミカライズ版
『月刊少年シリウス』2017年6月号から12月号まで、関根光太郎によるコミカライズ版『BLAME! 電基漁師危険階層脱出作戦』が連載された。

#### 関連書誌情報
- 弐瓶勉『劇場版『BLAME!』 弐瓶勉描きおろし設定資料集』 講談社
  - 2017年5月23日 第1刷発行 ISBN 978-4-06-365019-8